# Баркар Олександр Андрійович
Олександр Андрійович Баркар (22 червня 1921, село Великосербулівка, тепер Єланецької селищної громади Вознесенського району Миколаївської області — ?) — молдавський радянський діяч, голова Державного комітету РМ Молдавської РСР з використання трудових ресурсів. Член ЦК КП Молдавії в 1963—1971 роках. Член Ревізійної комісії КП Молдавії в 1971—1981 роках. Депутат Верховної Ради Молдавської РСР 6—7-го скликань.

## Біографія
У 1940 році працював на педагогічній роботі.
З січня 1941 року служив на Червоному флоті, був червонофлотцем 6-ї бригади морської піхоти. Учасник німецько-радянської війни. У лютому 1942 року був поранений, лікувався в евакуаційному госпіталі № 1394. Потім служив у 58-й авіаційній ескадрильї.
З 1944 до 1952 року працював на педагогічній роботі в Молдавській РСР.
Член ВКП(б) з 1949 року.
У 1952—1953 роках — голова виконавчого комітету Котюжанської районної ради депутатів трудящих Молдавської РСР.
У 1953—1956 роках — 1-й секретар Котюжанського районного комітету КП Молдавії.
У 1960 році закінчив Кишинівську Вищу партійну школу.
У 1960—1962 роках — 2-й секретар, у 1962 році — 1-й секретар Єдинецького районного комітету КП Молдавії.
У 1962—1967 роках — голова виконавчого комітету Єдинецької районної ради депутатів трудящих Молдавської РСР.
У 1965 році закінчив заочно Кам'янець-Подільський державний педагогічний інститут.
7 лютого 1967 — 7 січня 1977 року — голова Державного комітету Ради міністрів Молдавської РСР з використання трудових ресурсів.
З січня 1977 року — 1-й заступник голови Державного комітету Молдавської РСР із праці.
Подальша доля невідома.

## Нагороди
- орден Вітчизняної війни І ст. (23.12.1985)
- два ордени Трудового Червоного Прапора
- орден Червоної Зірки (6.05.1965)
- медалі